# بنگت لوندهولم
بنگت لوندهولم (انگلیسی: Bengt Lundholm؛ زادهٔ ۴ اوت ۱۹۵۵) بازیکن هاکی روی یخ اهل سوئد است.